# Aerodromo Municipal de Portimão

i8
i11
i13
Aerodromo Municipal de Portimão (deutsch Städtischer Flugplatz Portimão; IATA-Code: PRM, ICAO-Code: LPPM) ist ein ziviler Verkehrslandeplatz in direkter Nähe zur Ortschaft Montes de Alvor, Portugal. Er befindet sich sieben Kilometer von Portimão entfernt, der Flugplatz wird von der dortigen Stadt betrieben.
Am Platz sind gewerbliche Luftfahrtunternehmen sowie eine Fallschirmsprung-Organisation ansässig, im Towergebäude gibt es eine Bar.
Die asphaltierte Piste ist 859 Meter lang, an der Flugplatz-Tankstelle kann AVGAS 100LL und JET A1 getankt werden.
Der Platz ist von 8.00 bis 20.00 Uhr für Maschinen mit einem Höchstabfluggewicht bis zu 5700 kg geöffnet, die Platzfrequenz ist 122,00 MHz.
Im Jahr 2018 bediente die portugiesische Regionalfluggesellschaft Aero VIP unter der Marke SevenAir den Flughafen zwei Mal täglich mit Cascais bei Lissabon. Der Flug ist Teil einer Nord-Süd-Verbindung, die die Städte Bragança, Vila Real, Viseu, Cascais und Portimão verbindet – sie werden nacheinander auf der Flugroute angeflogen.